# Lucien Mettomo
Lucien Mettomo (Douala, 19 aprile 1977) è un ex calciatore camerunese, di ruolo difensore.

## Caratteristiche tecniche
Era un difensore centrale.

## Carriera

### Club
Ha iniziato la propria carriera in patria, nelle file del Tonnerre Yaoundé. Nel 1994 si è trasferito in Francia, al Saint-Étienne. Dal 1994 al 1998 è stato impiegato nella squadra riserve. Inserito nella rosa della prima squadra nel 1998, ha debuttato ufficialmente l'8 agosto 1998, nell'incontro di campionato Saint-Étienne-Sedan (1-1). Ha militato nelle file dei Verts fino al 2001, totalizzando 81 presenze e 9 reti in campionato con la prima squadra. Il 28 settembre 2001 si è trasferito in Inghilterra, al Manchester City. Ha militato nelle file dei Citizens per due stagioni, totalizzando 27 presenze e una rete in campionato. Il 25 agosto 2003 è stato ufficializzato il suo trasferimento al Kaiserslautern, club tedesco. Ha militato nelle file del Kaiserslautern fino al 2006, totalizzando 41 presenze e 2 reti in campionato. Il 30 gennaio 2006 si è trasferito in prestito al K. Erciyesspor. Rientrato al Kaiserslautern al termine della stagione, il 26 luglio 2006 è stato ceduto a titolo definitivo al Lucerna, club svizzero. Ha militato nelle file del club biancoblu per una stagione, totalizzando 25 presenze e 2 reti in campionato. Al termine della stagione è rimasto svincolato. Dopo un provino con il Norwich City, il 26 settembre 2007 ha firmato un contratto annuale con il Southampton. Il 3 gennaio 2008 ha risolto consensualmente il proprio contratto. Dopo l'esperienza al Southampton si è trasferito in Grecia, al GAS Veria, club con cui ha concluso la propria carriera nel 2009.

### Nazionale
Ha debuttato in Nazionale il 7 agosto 1997, nell'amichevole Nigeria-Camerun (1-0). Ha messo a segno la sua unica rete con la maglia della selezione camerunense il 29 gennaio 2002, in Camerun-Togo (3-0), siglando il gol del momentaneo 1-0 al minuto 52. Ha partecipato, con la selezione camerunense, ai Mondiali 2002, alla FIFA Confederations Cup 2003, alla Coppa d'Africa 1998, 2000, 2002 e 2004. È sceso in campo, inoltre, nelle qualificazioni ai Mondiali 2002 e 2006, oltre che nelle qualificazioni alla Coppa d'Africa 2000. Ha totalizzato, con la selezione camerunense, 42 presenze e una rete.

## Statistiche

### Cronologia presenze e reti in nazionale
| Cronologia completa delle presenze e delle reti in nazionale ― Camerun | Cronologia completa delle presenze e delle reti in nazionale ― Camerun | Cronologia completa delle presenze e delle reti in nazionale ― Camerun | Cronologia completa delle presenze e delle reti in nazionale ― Camerun | Cronologia completa delle presenze e delle reti in nazionale ― Camerun | Cronologia completa delle presenze e delle reti in nazionale ― Camerun | Cronologia completa delle presenze e delle reti in nazionale ― Camerun | Cronologia completa delle presenze e delle reti in nazionale ― Camerun |
| Data                                                                   | Città                                                                  | In casa                                                                | Risultato                                                              | Ospiti                                                                 | Competizione                                                           | Reti                                                                   | Note                                                                   |
| ---------------------------------------------------------------------- | ---------------------------------------------------------------------- | ---------------------------------------------------------------------- | ---------------------------------------------------------------------- | ---------------------------------------------------------------------- | ---------------------------------------------------------------------- | ---------------------------------------------------------------------- | ---------------------------------------------------------------------- |
| 7-8-1997                                                               | Tunisi                                                                 | Nigeria                                                                | 1 – 0                                                                  | Camerun                                                                | Amichevole                                                             | -                                                                      |                                                                        |
| 9-8-1997                                                               | Tunisi                                                                 | Camerun                                                                | 3 – 3 (4 - 3 dtr)                                                      | Zambia                                                                 | Amichevole                                                             | -                                                                      |                                                                        |
| 19-10-1997                                                             | Port-au-Prince                                                         | Martinica                                                              | 2 – 1                                                                  | Camerun                                                                | Amichevole                                                             | -                                                                      |                                                                        |
| 22-12-1997                                                             | Il Cairo                                                               | Egitto                                                                 | 2 – 0                                                                  | Camerun                                                                | Amichevole                                                             | -                                                                      |                                                                        |
| 24-12-1997                                                             | Il Cairo                                                               | Camerun                                                                | 3 – 1                                                                  | Togo                                                                   | Amichevole                                                             | -                                                                      |                                                                        |
| 28-1-1998                                                              | Garoua                                                                 | Camerun                                                                | 1 – 0                                                                  | Angola                                                                 | Amichevole                                                             | -                                                                      |                                                                        |
| 15-2-1998                                                              | Ouagadougou                                                            | Camerun                                                                | 2 – 1                                                                  | Algeria                                                                | Coppa d'Africa 1998 - Gironi                                           | -                                                                      |                                                                        |
| 20-2-1998                                                              | Bobo-Dioulasso                                                         | Camerun                                                                | 0 – 1                                                                  | RD del Congo                                                           | Coppa d'Africa 1998 - Quarti di finale                                 | -                                                                      |                                                                        |
| 23-1-1999                                                              | Asmara                                                                 | Eritrea                                                                | 0 – 0                                                                  | Camerun                                                                | Qual. Coppa d'Africa 2000                                              | -                                                                      |                                                                        |
| 28-2-1999                                                              | Yaoundé                                                                | Camerun                                                                | 1 – 0                                                                  | Mozambico                                                              | Qual. Coppa d'Africa 2000                                              | -                                                                      |                                                                        |
| 11-4-1999                                                              | Matola                                                                 | Mozambico                                                              | 1 – 6                                                                  | Camerun                                                                | Qual. Coppa d'Africa 2000                                              | -                                                                      | 70’                                                                    |
| 22-1-2000                                                              | Accra                                                                  | Ghana                                                                  | 1 – 1                                                                  | Camerun                                                                | Coppa d'Africa 2000 - Gironi                                           | -                                                                      | 81’                                                                    |
| 31-1-2000                                                              | Kumasi                                                                 | Camerun                                                                | 0 – 1                                                                  | Togo                                                                   | Coppa d'Africa 2000 - Gironi                                           | -                                                                      |                                                                        |
| 13-2-2000                                                              | Lagos                                                                  | Nigeria                                                                | 2 – 2 (3 - 4 dtr)                                                      | Camerun                                                                | Coppa d'Africa 2000 - Finale                                           | -                                                                      | 90+4’                                                                  |
| 19-4-2000                                                              | Yaoundé                                                                | Camerun                                                                | 3 – 0                                                                  | Somalia                                                                | Qual. Mondiali 2002                                                    | -                                                                      |                                                                        |
| 23-4-2000                                                              | Yaoundé                                                                | Camerun                                                                | 3 – 0                                                                  | Somalia                                                                | Qual. Mondiali 2002                                                    | -                                                                      |                                                                        |
| 9-7-2000                                                               | Yaoundé                                                                | Camerun                                                                | 3 – 0                                                                  | Angola                                                                 | Qual. Mondiali 2002                                                    | -                                                                      |                                                                        |
| 14-11-2001                                                             | Poznań                                                                 | Polonia                                                                | 0 – 0                                                                  | Camerun                                                                | Amichevole                                                             | -                                                                      | 78’                                                                    |
| 11-1-2002                                                              | Tunisi                                                                 | Tunisia                                                                | 0 – 1                                                                  | Camerun                                                                | Amichevole                                                             | -                                                                      | 64’                                                                    |
| 29-1-2002                                                              | Sikasso                                                                | Camerun                                                                | 3 – 0                                                                  | Togo                                                                   | Coppa d'Africa 2002 - Gironi                                           | 1                                                                      | 63’                                                                    |
| 17-4-2002                                                              | Vienna                                                                 | Austria                                                                | 0 – 0                                                                  | Camerun                                                                | Amichevole                                                             | -                                                                      |                                                                        |
| 17-5-2002                                                              | Copenaghen                                                             | Danimarca                                                              | 2 – 1                                                                  | Camerun                                                                | Amichevole                                                             | -                                                                      | 46’                                                                    |
| 26-5-2002                                                              | Kobe                                                                   | Camerun                                                                | 2 – 2                                                                  | Inghilterra                                                            | Amichevole                                                             | -                                                                      | 56’                                                                    |
| 11-2-2003                                                              | Châteauroux                                                            | Camerun                                                                | 0 – 3                                                                  | Costa d'Avorio                                                         | Amichevole                                                             | -                                                                      |                                                                        |
| 27-3-2003                                                              | Radès                                                                  | Camerun                                                                | 2 – 0                                                                  | Madagascar                                                             | Amichevole                                                             | -                                                                      |                                                                        |
| 30-3-2003                                                              | Radès                                                                  | Tunisia                                                                | 1 – 0                                                                  | Camerun                                                                | Amichevole                                                             | -                                                                      |                                                                        |
| 19-6-2003                                                              | Saint-Denis                                                            | Camerun                                                                | 1 – 0                                                                  | Brasile                                                                | Conf. Cup 2003 - Gironi                                                | -                                                                      |                                                                        |
| 21-6-2003                                                              | Saint-Denis                                                            | Camerun                                                                | 1 – 0                                                                  | Turchia                                                                | Conf. Cup 2003 - Gironi                                                | -                                                                      |                                                                        |
| 23-6-2003                                                              | Lione                                                                  | Camerun                                                                | 0 – 0                                                                  | Stati Uniti                                                            | Conf. Cup 2003 - Gironi                                                | -                                                                      |                                                                        |
| 26-6-2003                                                              | Lione                                                                  | Camerun                                                                | 1 – 0                                                                  | Colombia                                                               | Conf. Cup 2003 - Semifinali                                            | -                                                                      |                                                                        |
| 29-6-2003                                                              | Saint-Denis                                                            | Francia                                                                | 1 – 0                                                                  | Camerun                                                                | Conf. Cup 2003 - Finale                                                | -                                                                      |                                                                        |
| 19-11-2003                                                             | Oita                                                                   | Giappone                                                               | 0 – 0                                                                  | Camerun                                                                | Amichevole                                                             | -                                                                      |                                                                        |
| 25-1-2004                                                              | Sousse                                                                 | Camerun                                                                | 1 – 1                                                                  | Algeria                                                                | Coppa d'Africa 2004 - Gironi                                           | -                                                                      | 58’                                                                    |
| 3-2-2004                                                               | Monastir                                                               | Camerun                                                                | 0 – 0                                                                  | Egitto                                                                 | Coppa d'Africa 2004 - Gironi                                           | -                                                                      |                                                                        |
| 8-2-2004                                                               | Monastir                                                               | Camerun                                                                | 1 – 2                                                                  | Nigeria                                                                | Coppa d'Africa 2004 - Semifinali                                       | -                                                                      |                                                                        |
| 28-4-2004                                                              | Sofia                                                                  | Bulgaria                                                               | 3 – 0                                                                  | Camerun                                                                | Amichevole                                                             | -                                                                      | 53’                                                                    |
| 18-6-2004                                                              | Misurata                                                               | Libia                                                                  | 0 – 0                                                                  | Camerun                                                                | Qual. Mondiali 2006                                                    | -                                                                      |                                                                        |
| 4-7-2004                                                               | Yaoundé                                                                | Camerun                                                                | 2 – 0                                                                  | Costa d'Avorio                                                         | Qual. Mondiali 2006                                                    | -                                                                      | 56’                                                                    |
| 5-9-2004                                                               | Il Cairo                                                               | Egitto                                                                 | 3 – 2                                                                  | Camerun                                                                | Qual. Mondiali 2006                                                    | -                                                                      |                                                                        |
| 17-11-2004                                                             | Lipsia                                                                 | Germania                                                               | 3 – 0                                                                  | Camerun                                                                | Amichevole                                                             | -                                                                      | 35’                                                                    |
| 9-2-2005                                                               | Créteil                                                                | Camerun                                                                | 1 – 0                                                                  | Senegal                                                                | Amichevole                                                             | -                                                                      |                                                                        |
| 27-3-2005                                                              | Yaoundé                                                                | Camerun                                                                | 2 – 1                                                                  | Sudan                                                                  | Qual. Mondiali 2006                                                    | -                                                                      | 46’                                                                    |
| Totale                                                                 |                                                                        | Presenze                                                               | 42                                                                     |                                                                        | Reti                                                                   | 1                                                                      |                                                                        |

## Palmarès

### Club

#### Competizioni nazionali
- First Division: 1

Manchester City: 2001-2002